# Štítnik
Štítnik é um município da Eslováquia, situado no distrito de Rožňava, na região de Košice. Tem 34,54 km² de área e sua população em 2018 foi estimada em 1.537 habitantes.

## Geografia
A vila fica a uma altitude de 345 metros e cobre uma área de 34.544 km². Tem uma população de 1537 pessoas. A vila está situada na região histórica de Gemer. Está localizado a cerca de 14 km de Rožňava.

## História
Descobertas históricas provam que a origem deste assentamento data da parte anterior da Idade Média, no século XII. A cidade pertencia aos proprietários do Castelo Gemer. Mais tarde, tornou-se em uma importante cidade mineira da região.

## Edifícios históricos
A igreja evangélica gótica da vila foi construída no século XIV. Possui o órgão mais antigo da Europa Central, construído em 1491. Há também um altar renascentista de 1636 e extensas pinturas de parede medievais.
O edifício também contém o Vodný Hrad (Castelo de Água), que foi construído no século XIV.

## Demografia
| Ano:        | 1994 | 2004   | 2014   | 2024   |
| ----------- | ---- | ------ | ------ | ------ |
| Broj ljudi: | 1485 | 1501   | 1496   | 1463   |
| Razlika:    |      | +1,07% | -0,33% | -2,20% |

| Ano:               | 2023 | 2024   |
| ------------------ | ---- | ------ |
| Número de pessoas: | 1460 | 1463   |
| Diferença:         |      | +0,20% |

## Recreações
A vila possui uma biblioteca pública, um ginásio e um campo de futebol, além de um cinema.